# Epepeotes luscus
Epepeotes luscus es una especie de escarabajo longicornio del género Epepeotes, subfamilia Lamiinae. Fue descrita científicamente por Fabricius en 1787.
Se distribuye por China, India, Indonesia, Laos, Malasia, Birmania, Filipinas, Islas Salomón, Tailandia y Vietnam. Mide 15-30 milímetros de longitud. El período de vuelo ocurre en los meses de marzo, abril, mayo, junio, julio, agosto, septiembre, octubre y noviembre.